# Mateus 8

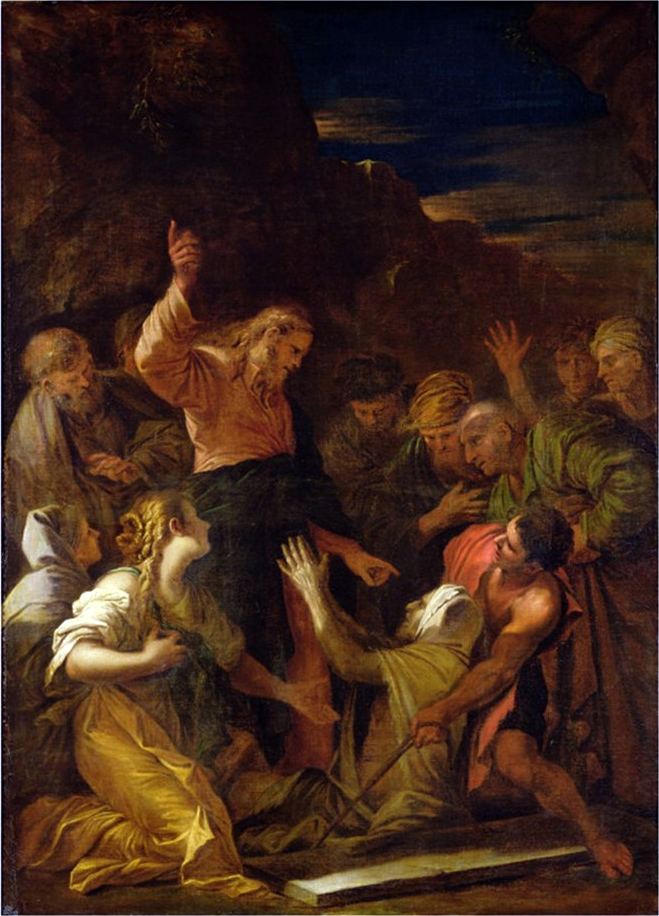
Jesus curando um leproso, um dos muitos milagres de Jesus em Mateus 8.
1864. Por Jean-Marie Melchior Doze.

Mateus 8 é o oitavo capítulo do Evangelho de Mateus no Novo Testamento da Bíblia. Este capítulo abrange diversos episódios do ministério de Jesus na Galileia antes da morte de João Batista, principalmente milagres. 

## Milagres

### O leproso
Este é um dos primeiros milagres de Jesus relatados no Evangelho de Mateus (Mateus 8:1–4) e aparece também em Marcos 1 (Marcos 1:40–45) e Lucas 5 (Lucas 5:12–16). No relato de Mateus, Jesus vinha descendo do Monte das Oliveiras, onde havia proferido o Sermão da Montanha, e encontrou um homem acometido pela lepra. Jesus curou-o e pediu-lhe que fosse ao templo para se apresentar aos sacerdotes e realizar o sacrifício adequado no Templo.

### O servo do centurião

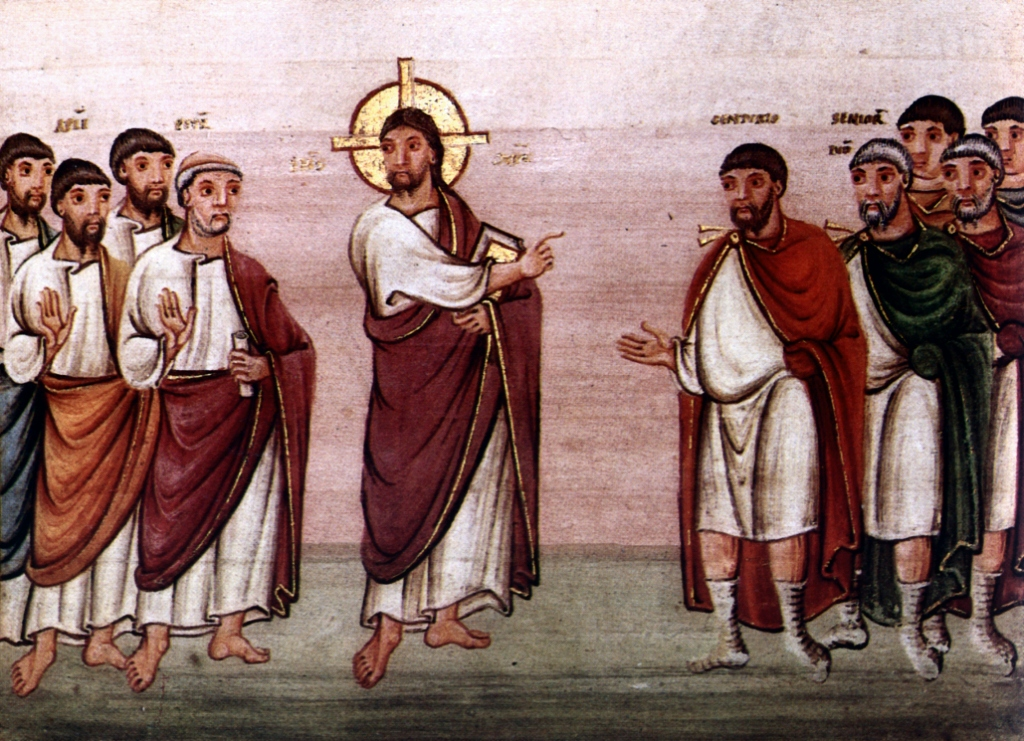
Jesus curando o servo do centurião.
Séc. X. Iluminura no Codex Egberti, em Tréveris, na Alemanha.

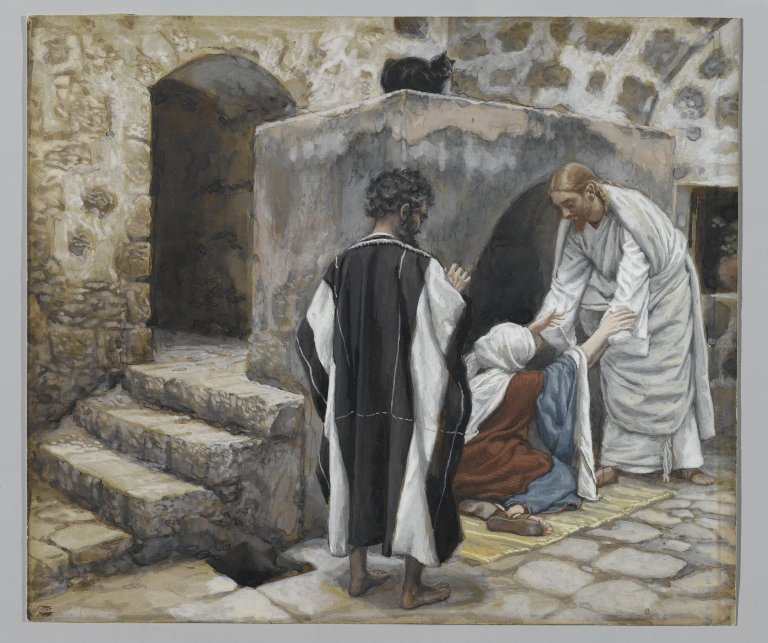
Jesus curando a sogra de Pedro.
Entre 1886 e 1894. Por James Tissot, atualmente no Brooklyn Museum, em Nova Iorque.

Jesus seguiu depois para Cafarnaum (Mateus 8:5–13) e lá encontrou um centurião que pediu-lhe que salvasse seu criado, que estava muito doente. Jesus concordou e disse que iria para lá imediatamente. Humildemente, ele respondeu com um trecho que ainda hoje é utilizado em todas as missas católicas:
| “ | «Senhor, não sou digno de que entres em minha casa; porém dize somente uma palavra, e o meu criado há de sarar.» (Mateus 8:8) | ” |

Admirado com a fé do poderoso romano, Jesus curou o criado à distância por causa disto. Este trecho aparece também Lucas 7 (Lucas 7:1–10) e, em João 4 (João 4:46–53), Jesus curou o filho de um oficial e não o servo de um centurião, o que leva muitos a acreditarem tratar-se de um evento diferente.

### Sogra de Pedro
Sem nenhum interlúdio, Jesus foi à casa de Pedro e curou sua sogra, indicando que o apóstolo era casado (Mateus 8:14–15), um relato que aparece ainda em Marcos 1 (Marcos 1:29–31), ddepois de Jesus ter chamado seus primeiros discípulos, e em Lucas 4 (Lucas 4:38–41).

### Exorcismo
Logo depois de curar a sogra de Pedro, em Mateus 8:16–17, ao cair da noite, muitos doentes e possuídos por demônios foram trazidos até Jesus, que expulsou-os com uma palavra. Segundo o próprio Mateus, Jesus estaria assim cumprindo a profecia de «Verdadeiramente foi ele quem tomou sobre si as nossas enfermidades, e carregou com as nossas dores.» (Isaías 53:4).
Vendo Jesus uma multidão ao redor de si, mandou passar para a outra margem do lago.
Chegou um escriba e disse-lhe: Mestre, seguir-te-ei para onde quer que fores.
Respondeu-lhe Jesus: As raposas têm covis, e as aves do céu pousos; mas o Filho do homem não tem onde reclinar a cabeça.

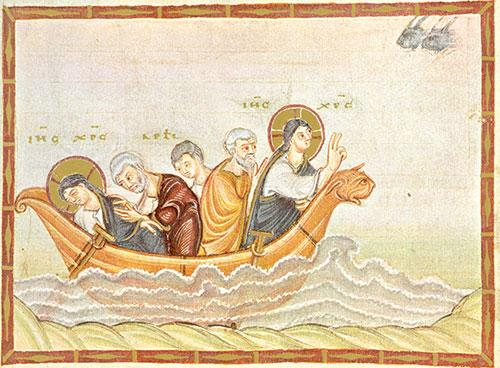
Jesus acalmando a tempestade, um dos mais famosos milagres de Jesus.
Séc. X. Iluminura no Codex Egberti, em Tréveris, na Alemanha.

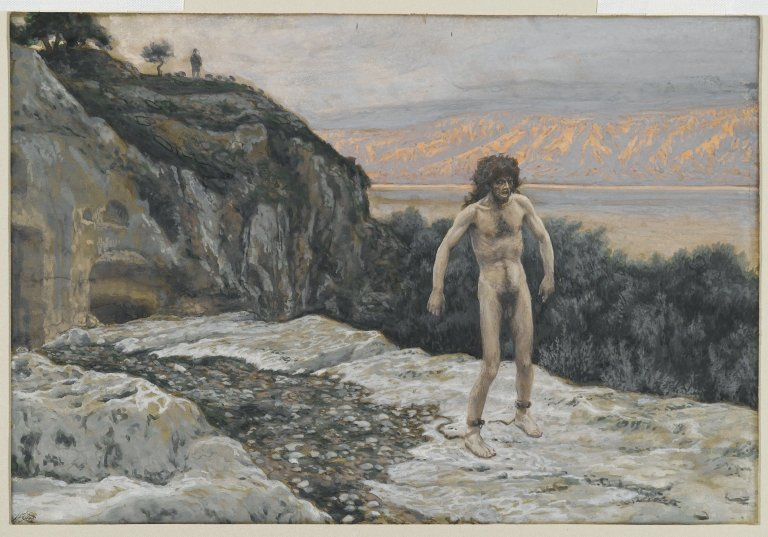
Jesus curando um geraseno.
Entre 1886 e 1894. Por James Tissot, atualmente no Brooklyn Museum, em Nova Iorque.

## Raposas tem covis...
Ao perceber a grande multidão que voltava, Jesus passou para a outra margem do Mar da Galileia, onde, ao ouvir que um escriba o seguiria para onde fosse, Jesus proferiu uma de suas frases famosas:
| “ | «As raposas tem covis, e as aves do céu pousos; mas o Filho do homem não tem onde reclinar a cabeça.» (Mateus 8:20) | ” |

A frase aparece ainda no final de Lucas 9 (Lucas 9:58). 

## ...E que os mortos enterrem os seus mortos
Quando outro discípulo afirmou que queria seguir Jesus, mas precisava primeiro enterrar o pai, Jesus novamente respondeu-lhe com uma frase muito famosa:
| “ | «Segue-me, e deixa que os mortos enterrem os seus mortos.» (Mateus 8:21) | ” |

Assim como no caso anterior, esta frase aparece também em Lucas 9 (Lucas 9:60).

## Novos milagres

### Acalmando a tempestade
Em Mateus 8:23–27, quando Jesus e seus discípulos atravessavam o Mar da Galileia, à noite, num barco, todos foram surpreendidos por uma tempestade. Jesus estava adormecido, mas seus discípulos o acordaram: «Salva-nos, Senhor, que perecemos.» (Lucas 8:24). Depois de repreender seus discípulos de "pouca fé", Jesus ordenou e o clima arrefeceu. Os discípulos «...se maravilharam, dizendo: Que homem é este, que até os ventos e o mar lhe obedecem?» (Mateus 8:27).
Este mesmo relato aparece em Lucas 8 (Lucas 8:22–25) e Marcos 4 Marcos 4:35–41).

### Exorcismo do geraseno
Já na outra margem, Jesus chegou na terra dos gerasenos (ou gadarenos) e lá encontrou duas pessoas possuídas por demônios. No relato de Mateus (Mateus 8:28–34), Jesus resolveu ter com eles. Avistando uma vara de porcos, Jesus, atendendo ao pedido dos demônios, expulsou-lhes dos endemoniados e os mandou para dentro dos porcos, que rapidamente correram para o mar e se afogaram. A repercussão foi enorme e a cidade inteira veio ter com Jesus e acreditou nele.
Este trecho existe também em Marcos 5 (Marcos 5:1–20) e Lucas 8 (Lucas 8:26–39).